# Rey Lee-Lo
Rey Lee-Lo (nacido en Moto'otua el 20 de febrero de 1986) es un jugador de rugby samoano, que juega de centro para la selección de rugby de Samoa y, actualmente (2015), para el equipo gales de los Cardiff Blues de la liga Pro 12 Rugby.
Su debut con la selección de Samoa se produjo en un partido contra Canadá en Vannes el 14 de noviembre de 2014. 
Seleccionado para la Copa del Mundo de Rugby de 2015, Lee-Lo anotó un ensayo en la derrota de su equipo frente a Escocia 33-36.